# 저강도 분쟁

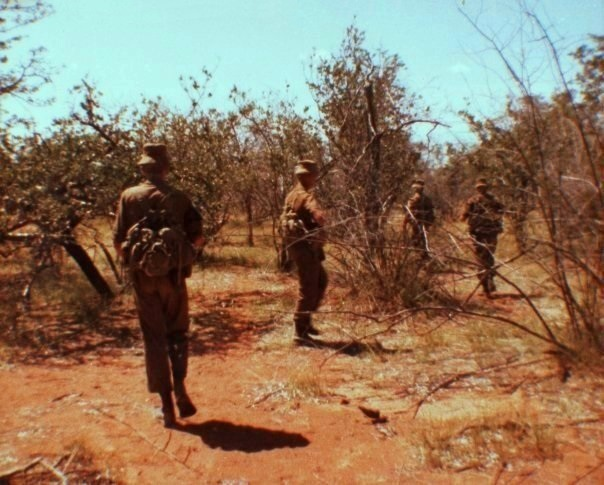
1980년대 남아프리카 공화국 낙하산 부대가 나미비아에서 반군을 상대로 수색 및 파괴 작전을 수행했다. 많은 저강도 분쟁과 마찬가지로 남아프리카 국경 전쟁은 주로 소규모 부대 교전과 비재래식 전쟁의 형태를 취했다.

저강도 분쟁(低強度 紛爭, Low-intensity conflict, LIC)은 일반적으로 두 개 이상의 국가 또는 비국가 집단 간에 국지적으로 발생하는 재래식 전쟁의 강도보다 낮은 군사적 충돌이다. 여기에는 국가가 정책이나 목표 준수를 강제하기 위해 선택적으로 제한적으로 적용되는 군사력을 사용하는 것이 포함된다.
이 용어는 상대방 중 적어도 하나 또는 둘 모두가 그러한 노선을 따라 이루어지는 분쟁을 설명하는 데 사용될 수 있다.

## 같이 보기
- 분할통치
- 4세대 전쟁
- 유격전
- 비정규전
- 비전쟁군사행동
- 레이건 독트린